# Horst Schneider
Horst Schneider (Offenbach am Main, 13 febbraio 1952) è un politico tedesco, sindaco di Offenbach am Main dal 2006 al 2018.